# SPBGMA
La Society for the Preservation of Bluegrass Music of America (Société pour la Préservation de la Musique Bluegrass d'Amérique), en abrégé SPBGMA, est une association à but non lucratif enregistrée auprès des services de l'État du Missouri depuis 1974.
La SPBGMA a pour objectif d'éduquer le public, d'encourager et de préserver la musique bluegrass. Elle publie, chaque année, un guide des festivals consacrés à cette musique, et un annuaire des orchestres dont elle est la spécialité. Elle organiste des compétitions entre virtuoses, remet des prix et tient une liste de musiciens qu'elle souhaite distinguer.

## Les objectifs
Les objectifs de la SPBGMA sont les suivants :
- Préserver l'esprit traditionnel et la forme artistique de la musique bluegrass, en organisant des festivals de cette musique, et des spectacles dans les communautés qui disposent des équipements adéquats. De restreindre la consommation de boissons alcoolisées, de promouvoir la qualité du spectacle, le confort, le plaisir et la camaraderie parmi ceux qui participent à ces activités, et de maintenir l'atmosphère familiale qu'elle conçoit vitale pour la préservation de la musique bluegrass.
- Offrir un service de management pour toute groupe de citoyens d'une communauté qui désire créer un évènement relatif à la musique bluegrass. Ce service comprend la sonorisation, le déploiement d'une scène portable attirante, du matériel de promotion, et la participation de groupes SPBGMA de premier niveau. La SPBGMA est réellement désireuse de travailler avec les groupes citoyens qui désirent soutenir des activités relatives à la musique bluegrass) de ce type et qui disposent des équipements adéquats pour le faire.
- Organiser et conduire des compétitions entre groupes de bluegrass, en formant et en certifiant, au travers de l'Association Internationale des Juges de la SPBGMA, des juges capables d'arbitrer des compétitions entre groupes de bluegrass ou des concours en instrumentistes de cette musique.
- Encourager le comportement professionnel des musiciens qui participent aux évènements qu'elle organise.
- Soutenir diverses associations et publications consacrées à la musique bluegrass.

## Les concours et les compétitions

### Concours et compétitions du passé
- De 1980 à 2001, la SPBGMA a organisé, la convention et le championnat nationaux de violoneux (National Fiddlers Convention & Championship).

### Concours et compétitions aujourd'hui
- Depuis 1984, elle organise à Nashville, Tennessee, la compétition internationale d'orchestres de bluegrass (International Band Championship).

### Le bluegrass défini par les instruments
Les groupes qui participent aux concours, aux compétitions et aux spectacles auxquels la SPBGMA doivent respecter les critères suivants:
- N'utiliser aucun instrument électrique ou électro-acoustique.
- Comprendre au moins les instruments suivants :
  - une mandoline,
  - une guitare,
  - un banjo à cinq cordes,
  - une contrebasse.
- Comprendre éventuellement les instruments facultatifs suivants :
  - un violon,
  - une dobro.

## Musiciens distingués
Depuis 1984, la SPBGMA a institué son propre Temple de la renommée auquel elle a inscrit depuis, presque chaque année, un ou plusieurs musiciens réputés.
| Année | Artiste                      |
| ----- | ---------------------------- |
| 1984  | Bill Monroe                  |
| 1985  | Lester Flatt et Earl Scruggs |
| 1985  | Don Reno et Red Smiley       |
| 1985  | Ralph et Carter Stanley      |
| 1986  | Jimmy Martin                 |
| 1986  | Bobby Osborne                |
| 1986  | Sonny Osborne                |
| 1986  | Jesse McReynolds             |
| 1987  | Charlie Waller               |
| 1987  | Doc Watson                   |
| 1987  | Mac Wiseman                  |
| 1988  | Melvin Goins                 |
| 1988  | Ray Goins                    |
| 1988  | Doyle Lawson                 |
| 1988  | Carl Story                   |
| 1989  | Raymond Fairchild            |
| 1989  | Bill Harrell                 |
| 1989  | Del McCoury                  |
| 1990  | John Duffey                  |
| 1990  | Charlie Moore                |
| 1990  | Larry Sparks                 |

| Année | Artiste                          |
| ----- | -------------------------------- |
| 1991  | J. D. Crowe                      |
| 1991  | Red Rector                       |
| 1991  | Joe Val                          |
| 1991  | Chubby Wise                      |
| 1992  | Kenny Baker (musicien bluegrass) |
| 1992  | Doug Dillard                     |
| 1992  | Josh Graves                      |
| 1992  | Pop Lewis                        |
| 1993  | Eddie Adcock                     |
| 1993  | Bill Clifton                     |
| 1993  | Don Stover                       |
| 1994  | Roy Acuff (distinction posthume) |
| 1994  | Curly Ray Cline                  |
| 1994  | Little Roy Lewis                 |
| 1994  | Curly Seckler                    |
| 1995  | Red Allen (musicien bluegrass)   |
| 1995  | Hazel Dickens                    |
| 1995  | Emmylou Harris                   |
| 1995  | John Hartford                    |
| 1996  | Paul Mullins                     |
| 1997  | Bill Vernon                      |
| 1998  | Polly Lewis                      |
| 1999  | Paul Williams                    |
| 2000  | Bill Emerson                     |

| Année | Artiste                   |
| ----- | ------------------------- |
| 2001  | Wilma Lee Cooper          |
| 2002  | Bill Yates                |
| 2003  | Frank "Hylo" Brown Jr.    |
| 2004  | Cliff Waldron             |
| 2005  | Jimmy Gaudreau            |
| 2006  | Mike Auldridge            |
| 2007  | Johnny et Carolyn Vincent |
| 2008  | Carl Jackson              |
| 2009  | The Whites                |
| 2010  | Roland White              |
| 2011  | Abrey Holt                |
| 2012  | Kenny Ingram              |
| 2014  | Rhonda Vincent            |
| 2015  | Tim Graves                |
| 2016  | Ronnie Reno               |

## Groupes vainqueurs du concours international
Depuis 1984, la SPBGMA organise, à Nashville, Tennessee, un concours annuel, l'International Bluegrass Band Championship, qui est destiné à récompenser les meilleurs groupes de musique bluegrass qui sont actifs sur la scène internationale. Le tableau ci-dessous indique, pour les années où les archives SPBGMA sont accessibles au public, les trois premiers du classement de chaque année. Les vainqueurs des éditions anciennes sont extraites de leurs biographies ou d'études universitaires et privées consacrées à la musique bluegrass.
| Année | Orchestre                           |
| ----- | ----------------------------------- |
| 1984  | The Bluegrass Drifters              |
| 1985  | Last Kansas                         |
| 1986  | The Drifters                        |
| 1987  | -                                   |
| 1988  | Alison Krauss & Union Station       |
| 1989  | -                                   |
| 1990  | Dusty Miller                        |
| 1991  | -                                   |
| 1992  | -                                   |
| 1993  | New Vintage                         |
| 1994  | -                                   |
| 1995  | -                                   |
| 1996  | Unlimited Tradition                 |
| 1997  | -                                   |
| 1998  | The Chapmans                        |
| 1999  | Lonesome Road                       |
| 1999  | Sam Wilson & The Bluegrass Colonels |
| 1999  | Midwest Wind                        |

| Année | Orchestre               |
| ----- | ----------------------- |
| 2000  | New Reflections         |
| 2000  | First Impression        |
| 2000  | High Water              |
| 2001  | First Impression        |
| 2001  | Lost Horizon            |
| 2001  | New Time                |
| 2002  | 2nd Edition             |
| 2002  | Blue Moon Rising        |
| 2002  | New Time                |
| 2003  | Lost Horizon            |
| 2003  | Twin Springs            |
| 2003  | Constant Change         |
| 2004  | King Wilkie             |
| 2004  | Cumberland Gap          |
| 2004  | Cadillac Sky            |
| 2005  | Hit & Run Bluegrass     |
| 2005  | Cumberland Gap          |
| 2005  | Constant Change         |
| 2006  | Cumberland Gap          |
| 2006  | Cadillac Sky            |
| 2006  | No Speed Limit          |
| 2007  | The Martins             |
| 2007  | Bluestar                |
| 2007  | No Speed Limit          |
| 2008  | Blue River              |
| 2008  | Stone County Connection |
| 2008  | Shadow Ridge            |
| 2009  | Brand New Strings       |
| 2009  | Wilson Creek            |
| 2009  | Stone County Connection |

| Année | Orchestre                       |
| ----- | ------------------------------- |
| 2010  | The Harpers                     |
| 2010  | No One You Know                 |
| 2010  | Hagar's Mountain Boys           |
| 2011  | Midwestern Town                 |
| 2011  | Mountain Faith                  |
| 2011  | Fatt Lonesome                   |
| 2012  | Flatt Lonesome                  |
| 2012  | Kevin Richardson & Cuttin' Edge |
| 2012  | Blue Mafia                      |
| 2013  | Meyer Bluegrass Band            |
| 2013  | Jesse Gregory & Faultline       |
| 2013  | Backwoods Drifters              |
| 2014  | High Fidelity                   |
| 2014  | Bud's Collective                |
| 2014  | Blue Mafia                      |
| 2015  | Lindsey Family                  |
| 2015  | Ditch Diggers                   |
| 2015  | Turkey Creek Band               |
| 2016  | Bluegrass Outlaws               |
| 2016  | Turkey Creek Band               |
| 2016  | Claybank                        |